# NKドゥゴポリェ
NKドゥゴポリェ（NK Dugopolje）は、クロアチアのスプリト＝ダルマチア郡ドゥゴポリェをホームタウンとするサッカークラブである。

## 歴史
1952年7月にNKプロレテル (NK Proleter) として創設され、1955年に正式に登録された。最初の公式戦は同年10月9日に行われたスプリトリーグの試合で0-7で敗れた。1990年7月23日に開催されたクラブ総会にて、NKドゥゴポリェ (Nogometni klub Dugopolje) に改称することが決定され、同年10月30日に新クラブ名で正式に登録された。
2010年にトレチャHNL・南地域で優勝し、ドルガHNLに昇格した。
2012年にドルガHNLで優勝したが、最上位リーグのプルヴァHNLには昇格せずドルガHNLに残留した。

## 獲得タイトル
- ドルガHNL：1回
  - 2011-12
- トレチャHNL：1回
  - 2009-10

## 歴代所属選手
- スティッペ・プラジバット 2012, 2015
- カーヤ・ログリ 2018